# NGC 4041
NGC 4041 este o hi (21cm) source⁠(d) situată în constelația Ursa Mare. A fost descoperită în 1790 de către William Herschel. Se află la o distanță de 22,6 de megaparseci de Pământ.